# Rudka (rejon dunajowiecki)
Rudka (ukr. Рудка) – wieś na Ukrainie, w obwodzie chmielnickim, w rejonie dunajowieckim.